# Gebsattelbrücke

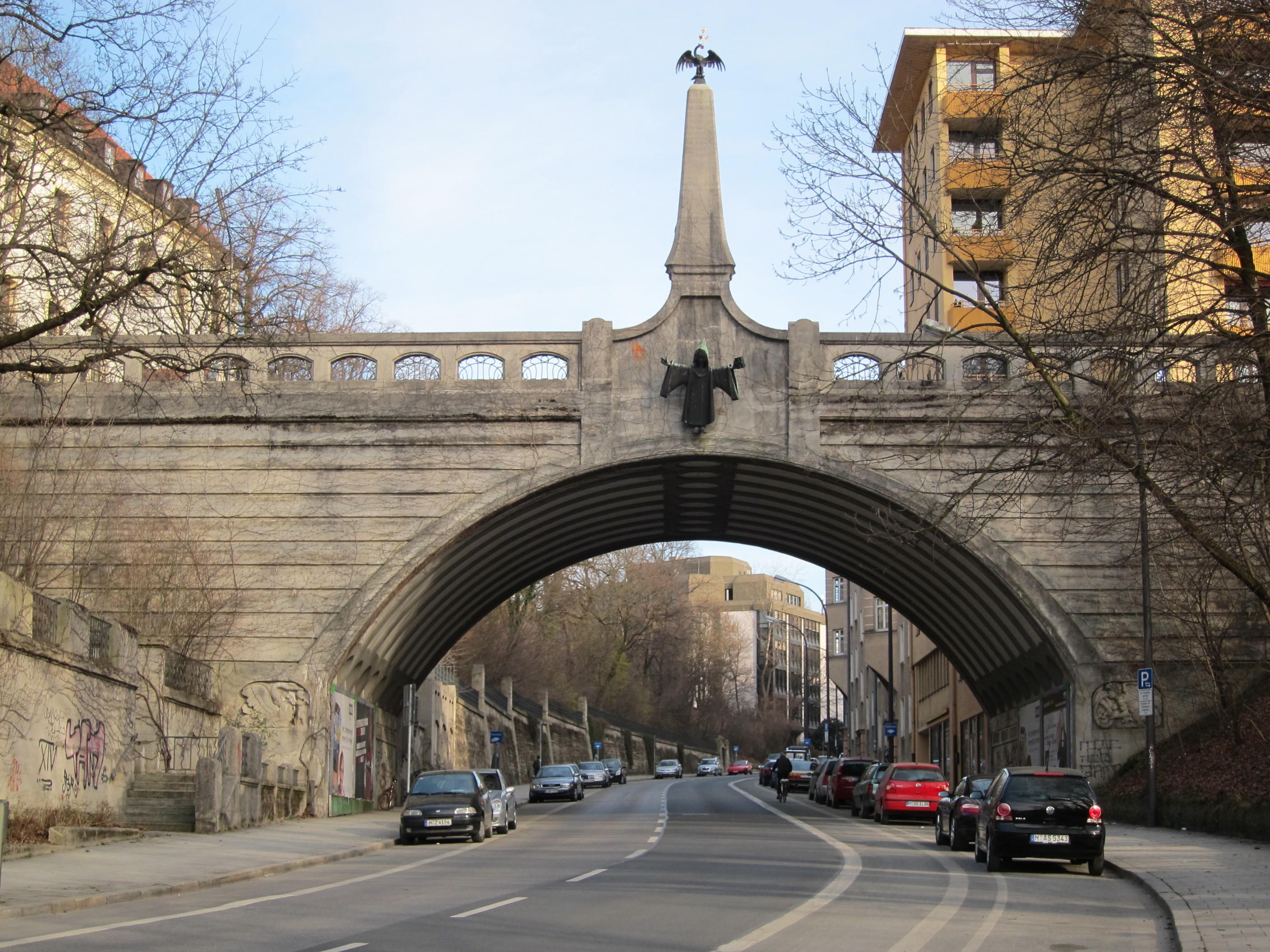
Gebsattelbrücke bergaufwärts gesehen

Die Gebsattelbrücke ist eine Bogenbrücke in München. Sie führt die Hochstraße über den Gebsattelberg und die Gebsattelstraße.

## Lage
Die Gebsattelbrücke liegt im Münchner Stadtviertel Au. Sie überbrückt im rechten Winkel den Gebsattelberg und die Gebsattelstraße, die vom Mariahilfplatz aus zum höher gelegenen Regerplatz führt. Sie bildet einen Straßenabschnitt der Hochstraße, die vom Nockherberg zur Rosenheimer Straße verläuft. Für Fußgänger ist die Brücke über zwei Treppenaufgänge auch direkt von der Gebsattelstraße aus erreichbar.

## Geschichte

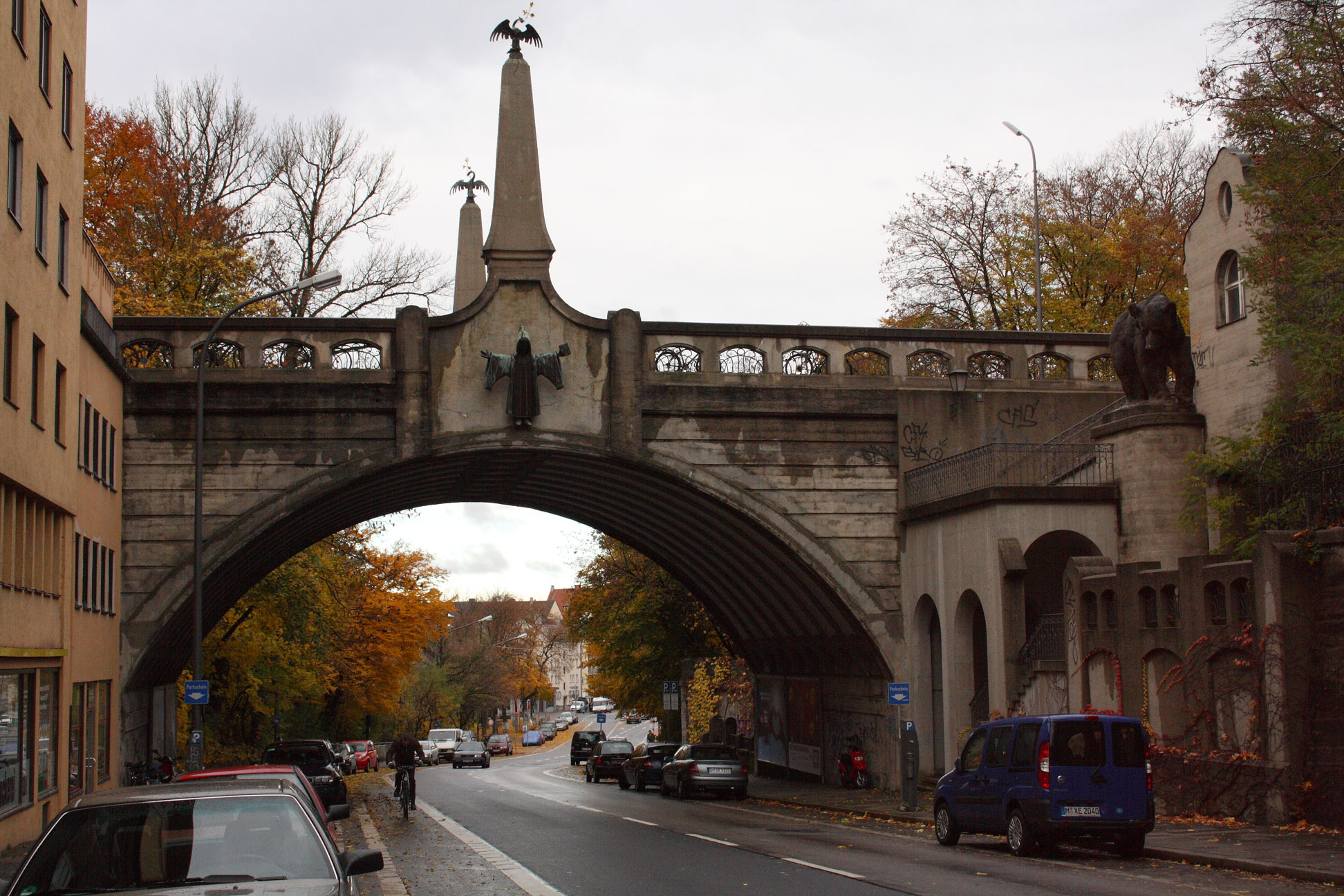
Gebsattelbrücke bergabwärts gesehen

Nachdem in dem Münchner Brückenbauprogramm der Bau der Corneliusstraße geplant war, sollte auch die Obere Au durch eine Straße in der Verlängerung dieser Brücke besser an die Innenstadt angebunden werden. Die Straße in Serpentinen das Isarhochufer hinaufzuführen hätte aber eine Unterbrechung der Hochstraße bedeutet, die nahe der Hangkante entlangläuft. Da diese Straße aber eine hohe Bedeutung für den Verkehr hatte, entschloss man sich zu einer anderen Lösung: Die neue Straße, die nach dem ersten Erzbischof von München und Freising Lothar Anselm von Gebsattel (1761–1846) Gebsattelstraße genannt wurde, wurde senkrecht zur Hangkante in einem tiefen Graben den Gebsattelberg hochgeführt und die Hochstraße wurde mit der Gebsattelbrücke über diesen Einschnitt hinweggeführt.
Die Brücke wurde 1901 nach den Plänen des Architekten Theodor Fischer errichtet. Sie steht unter Denkmalschutz. Von Mai 1998 bis Januar 1999 wurde das Bauwerk saniert.

## Beschreibung

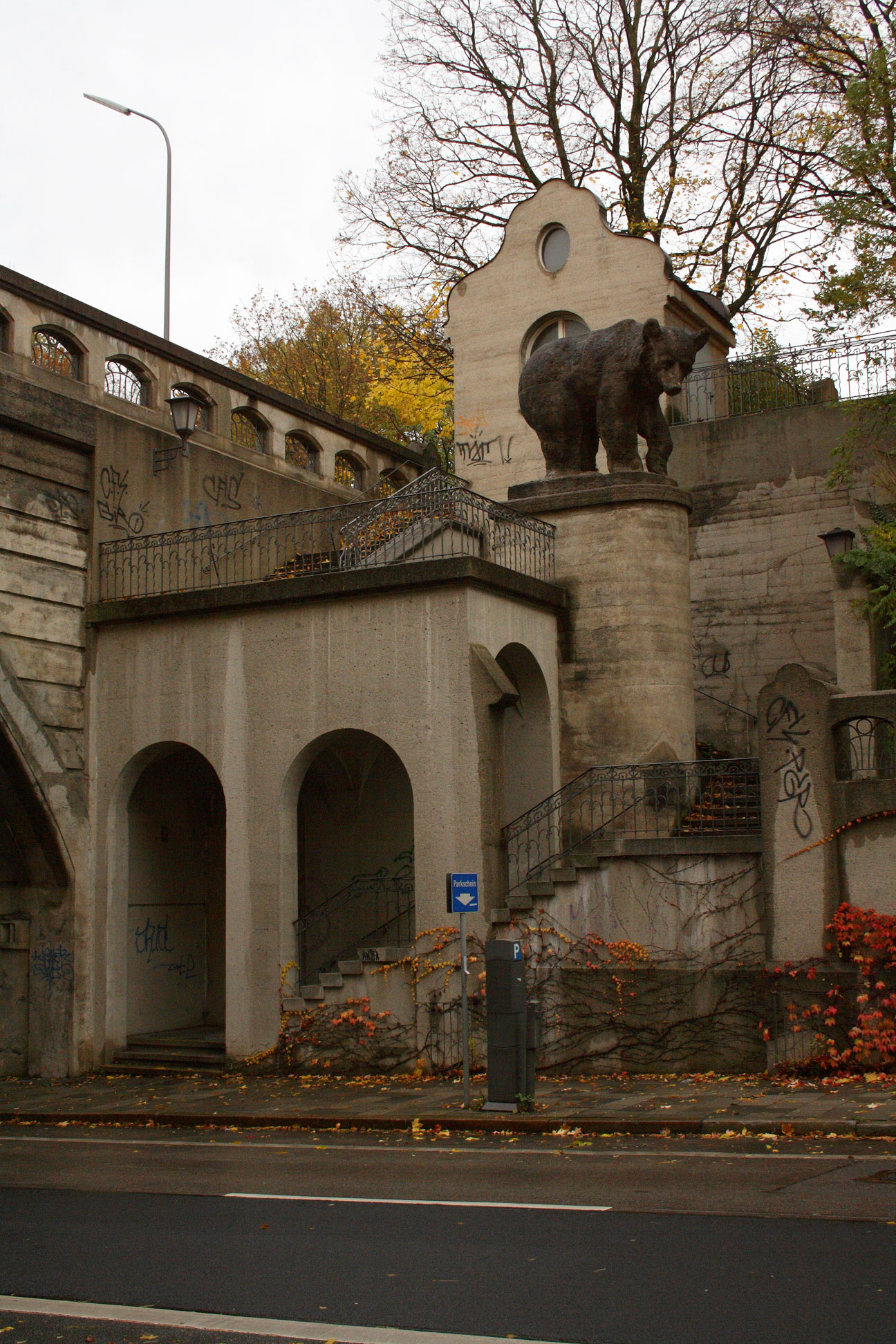
Östlicher Treppenaufgang

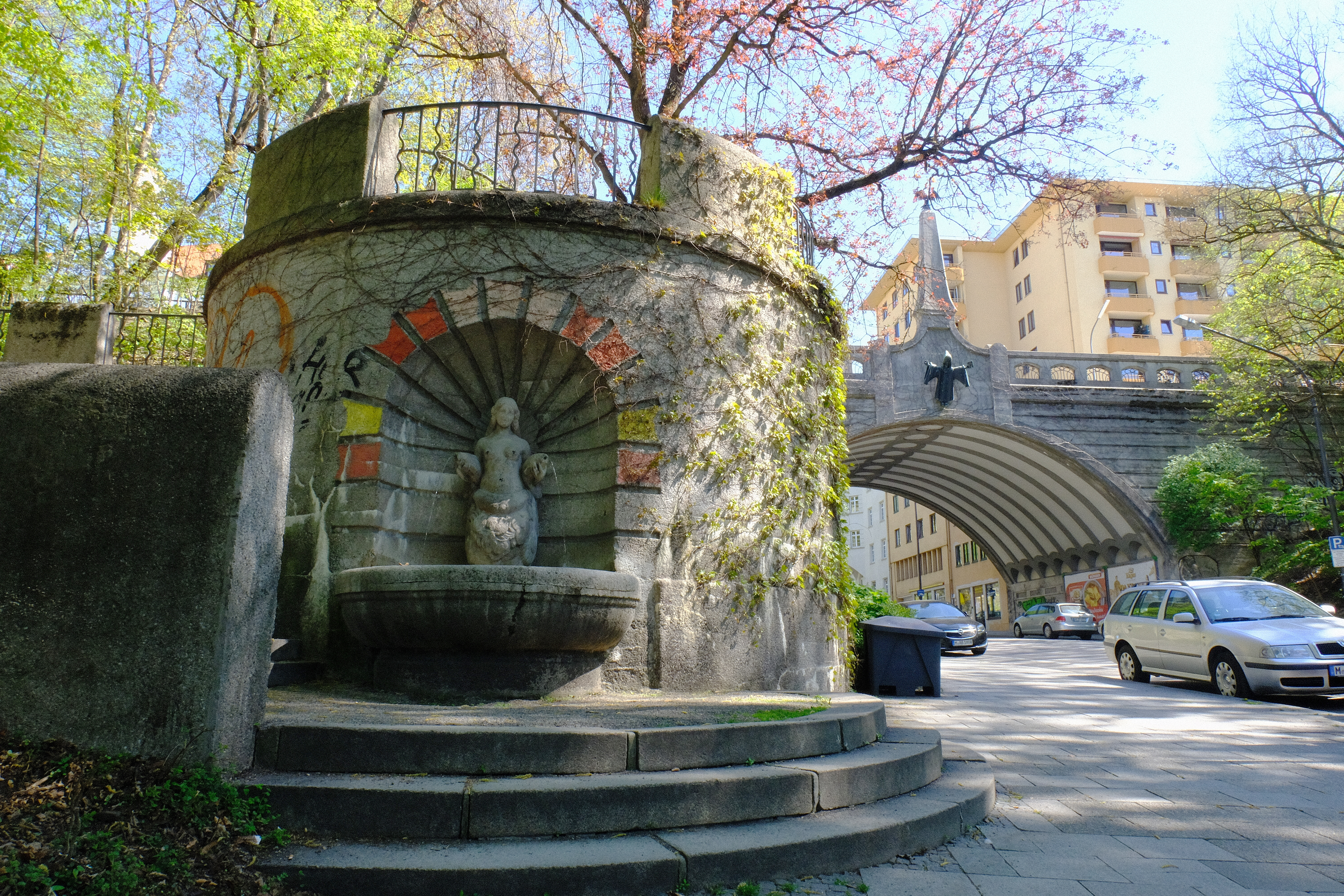
Brunnen am westlichen Treppenaufgang (2019)

Die Brücke ist 18 m lang und 13,4 m breit. Die beiden Brückengeländer werden durch kleine Fenster unterbrochen, die mit schmiedeeisernen Gittern verziert sind. Jeweils mittig steht auf beiden Geländern ein Obelisk mit einem Reiher aus Bronze, der einen Lilienzweig im Schnabel hält. Der Lilienzweig findet sich auch im Wappen der Au wieder. Unterhalb der Obelisken befindet sich jeweils die Skulptur eines Münchner Kindls.
Der westliche Brückenaufgang über den Hang wird durch einen kleinen Brunnen geschmückt, der östliche Treppenaufgang durch eine überlebensgroße Bärenskulptur.

## Brauchtum
Ab 1948 fand am „Gebsattelberg“ unter der Gebsattelbrücke durch das jährliche Münchner Seifenkistenrennen statt. Es wurde bis Anfang der 60er Jahre veranstaltet und 2004 anlässlich des Festes „150 Jahre Eingemeindung Au“ wieder belebt.